# Siarhiej Szpakau
Siarhiej Ryhorawicz Szpakau (biał. Сяргей Рыгоравіч Шпакаў, ros. Сергей Григорьевич Шпаков, Siergiej Grigorjewicz Szpakow; ur. 21 listopada 1959 w Kopaczach w obwodzie mohylewskim) – radziecki i białoruski wojskowy i polityk, deputowany do Rady Najwyższej Republiki Białorusi XIII kadencji, w latach 1996–2000 deputowany do Izby Reprezentantów Republiki Białorusi I kadencji; podpułkownik.

## Życiorys
Urodził się 21 listopada 1959 roku we wsi Kopacze, w rejonie mścisławskim obwodu mohylewskiego Białoruskiej SRR, ZSRR. W 1981 roku ukończył Wyższą Przeciwlotniczą Szkołę Dowódców w Smoleńsku. W latach 1981–1995 odbywał służbę wojskową jako dowódca obsługi przeciwlotniczo-rakietowej, szef działu operacyjnego, zastępca szefa sztabu, zastępca dowódcy brygady. W 1993 roku ukończył Akademię Obrony Przeciwlotniczej Wojsk Lądowych, uzyskując wykształcenie inżyniera eksploatacji środków radiotechnicznych. Posiada stopień wojskowy podpułkownika. W 1995 roku mieszkał w Baranowiczach. Pełnił funkcję szefa sztabu Jednostki Wojskowej 96577.
W drugiej turze uzupełniających wyborów parlamentarnych 10 grudnia 1995 roku został wybrany na deputowanego do Rady Najwyższej Republiki Białorusi XIII kadencji z Baranowickiego-Poleskiego Okręgu Wyborczego Nr 11. 19 grudnia 1995 roku został zarejestrowany przez centralną komisję wyborczą, a 9 stycznia 1996 roku zaprzysiężony na deputowanego. Od 23 stycznia pełnił w Radzie Najwyższej funkcję członka Stałej Komisji ds. Bezpieczeństwa Narodowego, Obrony i Walki z Przestępczością oraz zastępcy przewodniczącego Podkomisji ds. Obrony. Był bezpartyjny, należał do popierającej prezydenta Alaksandra Łukaszenkę frakcji „Zgoda”. Od 3 czerwca był przewodniczącym grupy roboczej Rady Najwyższej ds. współpracy z parlamentem Ukrainy. Poparł dokonaną przez prezydenta kontrowersyjną i częściowo nieuznaną międzynarodowo zmianę konstytucji. 27 listopada 1996 roku przestał uczestniczyć w pracach Rady Najwyższej i wszedł w skład utworzonej przez prezydenta Izby Reprezentantów Zgromadzenia Narodowego Republiki Białorusi I kadencji. Pełnił w niej funkcję zastępcy przewodniczącego Stałej Komisji ds. Bezpieczeństwa Narodowego. Zgodnie z Konstytucją Białorusi z 1994 roku jego mandat deputowanego Rady Najwyższej formalnie zakończył się 9 stycznia 2000 roku; kolejne wybory do tego organu jednak nigdy się nie odbyły. Jego kadencja w Izbie Reprezentantów zakończyła się 21 listopada 2000 roku.

## Odznaczenia
- Medal „Za zasługi bojowe” (ZSRR)[1];
- Gramota Pochwalna Zgromadzenia Narodowego Republiki Białorusi (5 maja 1999) – za aktywny udział w ruchu międzynarodowym i w związku z dziesięcioleciem wyprowadzenia wojsk radzieckich z Afganistanu[7].

## Życie prywatne
Siarhiej Szpakau jest żonaty, ma swoje dzieci.